# Алимпиев, Виктор Гелиевич
Виктор Гелиевич Алимпиев (род. 9 мая 1973, Москва, СССР) — российский художник.

## Биография
Родился 9 мая 1973 года в Москве. Закончил Московское государственное академическое художественное училище памяти 1905 года, Художественно-графический факультет МПГУ, школу «Новые стратегии Современного Искусства» при Институте проблем современного искусства, а также прошёл двухмесячный курс в Высшей Школе Искусства «Веланд» в Гётеборге, Швеция.
Одной из первых выставок художника стал проект «Ода», созданный в 2002 году в московской TV-галерее совместно с Марианом Жуниным.
Дьяконов Валентин. Ода психам:

В кадре шевелятся актеры, частью непрофессиональные (в одном из персонажей легко узнается <…> Иосиф Бакштейн). Они машут платочками, падают друг другу в объятия, чешутся, просто сидят, упершись затылками в какие-то тряпки. Время от времени их нелепое бытование в кадре прерывается объявлением очередной части фильма (всего их 21) и репликами, имеющими косвенное отношение к происходящему. <…> И картинка, и саундтрек «Оды» отсылают к телевидению 1980-х. Звучит канкан в обработке экспериментальной рок-группы Can, одна из самых нелепых вещей в их дискографии.— «Коммерсантъ» №88 от 25.05.2013
В 2003 году в галерее Марата Гельмана прошла выставка Виктора Алимпиева «Олегу», где художник показал живописные полотна ярко-алого цвета вперемешку с резиновыми скульптурами, изображающими женскую косу, а также инсталляцию в виде лабиринта из душевых кабинок.
Виктор Алимпиев в галерее Марата Гельмана:

По мнению куратора галереи Евгении Кикодзе, творчество Виктора Алимпиева больше всего напоминает «мир, выдернутый из оцифрованного видео»: живописные холсты называются «дигитальным экспрессионизмом», а объекты "поствиртуальными отпечатками.— «Коммерсантъ Weekend» №180 от 03.10.2003
В сентябре 2004 года в галерее Марата Гельмана в рамках выставки «Битва в дали» художник представил серию живописных работ, выполненных розовым цветом и балансирующих на грани между фигуративность и абстракцией.
В 2006—2008 гг. у художника проходит ряд выставок за рубежом — O.K Centrum für Gegenwartskunst (Линц, Австрия), Badischer Kunstverein (Карлсруэ, Германия), Studio La Città (Верона, Италия).
В 2007 году видео «Wie heisst dieser Platz» (2006) было показано в рамках основного проекта "«Примечания: геополитика, рынки, амнезия» 2-й Московской биеннале современного искусства. Проект «Сияние» демонстрировался в рамках параллельной программы биеннале на выставке «Урбанистический формализм» куратора Евгении Кикодзе.
Кикодзе Евгения. Виктор Алимпиев. Сияние:

Алимпиев — художник постиндустриального сознания. Пространство его сюжетов — пространство урбанизма, замкнутое на себе, с внутренним зонированием и разветвленным трафиком. Точнее всего эта модель определена Дэвидом Родовиком как «операционное пространство».— 2007
В 2008 году большая выставка «Чей это выдох?» прошла в фонде культуры «Екатерина» в Москве, став фактически ретроспективой для художника. Новые живописные серии Алимпиева «Край знамени», «Край поля» и «Коса» были представлены на ней в диалоге с его видеоработами, созданными в течение предыдущих лет.
В 2009 году во время пребывания в резиденции в BalticArtCenter на острове Готланд в Швеции художник снял фильм «Вытоптать пашню» с участием труппы актеров местного театра. Прообразом работы стала картина Жюля Бастьен-Лепажа на тему крестьянского быта. Работа была показана в Москве в рамках параллельной программы 3-й Московской биеннале современного искусства на фабрике «Красный октябрь», а после стала частью его персональной выставки в IKON GALLERY в Бирмингеме.
В 2013 году видеоработа Виктора Алимпиева «Корона» (2012) была отобрана куратором Массимилиано Джони для участия в 55-й Венецианской биеннале современного искусства. Работа в этом году была показана в Москве в ЦСИ «Винзавод» в рамках персональной выставки художника «Позади тебя ничего нет».
В 2015 году в московской галерее «Риджина» на выставке «Лучистая» художник представил новую серию картин с упором на линеарную структуру изображения в противоположность прежнему фокусу на большие поля локального цвета.
В 2017—2020 годах вошел в Российский инвестиционный художественный рейтинг 49ART, представляющий выдающихся современных художников в возрасте до 50 лет.
В 2005 году музей TATE Modern приобрел видео Виктора Алимпиева «Sweet Nightingale». В 2007 году центр Помпиду включил в свое собрание видео «Мое дыхание».
Екатерина Деготь. Репетиция оркестра:

Мы очень много видели в последние годы работ, как художественных, так и теоретических, так или иначе критикующих современную культуру видимости, в основе которой лежат массмедиа и экран. Но, возможно, мы не заметили, как частью нашей жизни стали не только тотальное кино, но и тотальный театр: групповые ритуалы оздоровления, корпоративные групповые семинары, психологические тренинги «как стать счастливым, несмотря ни на что» и самын разнообразные курсы. И возможно, мы стоим на пороге нового жанра социальной скульптуры, который даст всему этому образ; фильмы Алимпиева открывают этот путь— 2007

## Работы находятся в собраниях
- Московский музей современного искусства
- Государственный центр современного искусства, Москва
- MuHka
- Тейт Модерн
- Центр Помпиду
- Фонд культуры «ЕКАТЕРИНА»
- Фонд «Современный Город»
- Фонд Trussardi
- Фонд Patrizia Sandretto Re Rebaudengo.
- Музей АРТ4, Москва.
- Собрание Игоря Маркина

## Персональные выставки
- 2017 — Сантиметр: цветной отрезок тьмы, исчислимая водоросль, он же — дым, РИДЖИНА, Москва, Россия[11]
- 2015 — Лучистая. Галерея РИДЖИНА, Москва, Россия
- 2014 — Selected Works. High Line Art. Нью-Йорк, США
- 2013 — Позади тебя ничего нет. Цех Красного, Винзавод. Москва, Россия
- 2013 — Traces. Centre d’Art Passerelle, Брест, Франция
- 2013 — Vot. EX3 Center for Contemporary Art, Флоренция, Италия
- 2011 — Волшебный Хруст. Галерея РИДЖИНА. Москва, Россия
- 2011 — SEVERAL. Галерея РИДЖИНА. Лондон, Россия
- 2011 — Traces. Centre d’Art Passerelle, Брест, Франция
- 2010 — Вот! Citykirche. Мёнхенгладбах, Германия
- 2010 — My breath. Regensburger Kurzfilmwoche. Регенсбург, Германия
- 2010 — Malerei. MMIII Kunstverein Mönchengladbach. Мёнхенгладбах, Германия
- 2010 — Motor Empathy. Galerie Sollertis. Тулуза, Франция
- 2010 — Неслучайность. Галерея «Риджина». Москва, Россия
- 2009 — To trample down an arable land. Ikon Gallery. Бирмингем, Великобритания
- 2009 — Вытоптать пашню. 3-я Московская биеннале. Выставочный зал Красный Октябрь, Москва, Россия
- 2009 — To trample down an arable land. Studio la Citta. Верона, Италия
- 2009 — Встретились посередине. Guelman Progects. Москва, Россия
- 2008 — Encounters: Victor Alimpiev. Modern Art Oxford. Великобритания
- 2008 — Чей это выдох. Фонд культуры «Екатерина». Москва, Россия
- 2008 — My Breath. Studio la Citta. Верона, Италия
- 2007 — Victor Alimpiev. S.M.A.K. Stedelijk Museum for Actuele Kunst. Гент, Бельгия
- 2007 — Two Songs Art Laboratory Berlin. Берлин, Германия
- 2007 — Показ фильмов в рамках «Prospectif cinema». Центр Помпиду. Париж, Франция
- Плечи Элен (с Анатолием Осмоловским). Stella Art gallery. Москва, Россия
- 2006 — Плечи Элен (с Анатолием Осмоловским). Stella Art gallery. Москва, Россия
- 2006 — Wetterleuchten. Badischer Kunstverein. Карлсруэ, Германия
- 2006 — Victor Alimpiev. O.K. Centrum für Gegenwartskunst. Линц, Австрия
- 2006 — Der Wind weht nicht am Parkett! Galerie Anita Beckers. Франкфурт, Германия
- 2005 — Сияние. Фонд «Современный город». Москва, Россия
- 2005 — Соловушка. Галерея «Риджина». Москва, Россия
- 2004 — Битва вдали. Галерея Гельмана. Москва, Россия
- 2003 — Олегу. Галерея Гельмана. Москва, Россия
- 2002 — Ода (совместно с Мариан Жуниным). ТV Gallery. Москва, Россия

## Групповые выставки
2017
- Первая триеннале российского современного искусства. Музей современного искусства «Гараж», Москва, Россия

2016 
- Дом впечатлений. Прогулка с трубадуром. ГМИИ им. Пушкина, Москва, Россия
- Дом впечатлений. Классика и современность медиаискусства. ГМИИ им. Пушкина, Москва, Россия
- Борщ и шампанское. Избранные произведения из коллекции Владимира Овчаренко. ММСИ. Москва, Россия
- Достояние. Высокое классическое. Галерея Виктория. Самара, Россия

2014
- Наверху. Музей Москвы. Москва, Россия

2013
- Энциклопедический дворец. 55 Венецианская биеннале (основной проект). Венеция, Италия
- Больше света. 5 Московская биеннале современного искусства (основной проект). Манеж. Москва, Россия
- Больше света (К другому пространству-времени). Кинопрограмма в рамках 5 Московской биеннале современного искусства. Манеж/МедиаАртЛаб. Москва, Россия
- FILMWEEK. Куратор Catharina Gebbers. Wentrup Gallery. Берлин, Германия
- Transition Project. Yapi Kredi Kültür Merkezi. Стамбул, Турция

2012 
- Театральность в искусстве и СМИ. Музей современного искусства, Сан-Франциско, США
- After the Lessons. Czech Center Gallery. Прага.
- The Freedom of Sound — John Cage behind the Iron Curtain. Ludwig Museum — Музей Современного искусства. Будапешт, Венгрия

2011 
- Ostalgia. New Museum. Нью-Йорк, США
- Modernikon. Contemporary Art From Russia. 54-я Венецианская Биеннале. Параллельная Программа. Casa dei Tre Oci. Венеция, Италия
- Расширенное Кино. МедиаАртЛаб совместно с Московским Музеем Современного Искусства и Центром Современной Культуры «Гараж». Москва, Россия

2010 
- Предельно/Конкретно. КГАУ «Музей современного искусства» PERMM. Пермь, Россия
- Время, вперед! Институт проблем современного искусства. Бизнес-центр «Союз». Москва, Россия
- Искусство тратить время. Центр современного искусства М’АРС. Москва, Россия
- Рабочие и философы. Московская Школа Управления «Сколково». Сколково, Московская область, Россия
- Modernikon. Fondazione Sandretto Re Rebaudengo. Турин, Италия
- 54 London Film Festival 2010. Лондон, Великобритания
- Киношок. Анапа, Россия
- Etats de l’Artifice. Musée d’Art Moderne de la Ville de Paris. Париж, Франция
- Au present. Centre d’Art Passerelle. Париж, Франция
- Walking a fine line. Parables of the Sublime and the Subversive in Russian Video Art. Espace Croisé. Рубе, Франция
- More of an activity: the artist as choreographer. Hiroshima City Museum of Contemporary Art. Хиросима, Япония
- 67th Venice International Film Festival. Венеция, Италия
- Футурология. Центр современной культуры ГАРАЖ. Москва, Россия
- Визуальное/умозрительное. Государственный центр современного искусства (ГЦСИ). Москва, Россия

2009 
- Re-Imagining October. Calvert22 Foundation. Лондон, Великобритания

2008 
- Brussels Biennial 1. Brussels Biennial. Брюссель, Бельгия
- God and Goods — Spirituality and Mass Confusion. Villa Manin Centro d’Arte Contemporanea, Кодроипо, Италия
- Worlds on video — international video art. Centro di Cultura Contemporanea Strozzina (CCCS). Флоренция, Италия

2007 
- International and National Projects. P.S.1 Contemporary Art Center. Нью-Йорк, США
- Silence. Listening to the Show. Fondazione Sandretto Re Rebaudengo. Турин, Италия
- Talking Pictures. Theatrical Stagings in Contemporary Film and Video Art. K21. Kunstsammlung Nordreihn-Westfalen. Дюссельдорф, Германия
- 2-я Московская биеннале. Главный проект. Москва, Россия

2006 
- 4th Berlin Biennale
- Russia! Guggenheim museum. Бильбао, Испания
- Fremd bin ich eingezogen. Kunsthalle Fridericianum. Кассель, Германия

2005 
- We’re talking about music. Theatre play (совместно с Мариан Жунин). 37-й Театральный фестиваль. Венецианская биеннале. Венеция, Италия
- Russia! Guggenheim museum. Нью-Йорк, США

2004 
- 7 sins. Moderna galerija. Любляна, Словения
- Manifesta 5. Donostia-San Sebastian, Испания
- Body display .Secession, Вена, Австрия
- Movimento/Movimenti. Museo d’Arte Contemporanea Renato Guttuso — Villa
- Cattolica. Багерия, Италия

2003 
- Individual systems. 50th Biennale di Venezia. Венеция, Италия
- Horizon of realities. MUKHA Museum of Contemporary Art of Antwerp, Антверпен, Бельгия

## Перформанс в торговом центре
В августе и сентябре 2019 года Виктор Алимпиев представил публике музыкальный перформанс «Дальше только громкая связь» в московском торговом центре «Тройка» на траволаторах, ведущих от «Ашана» к «Леруа Мерлен». Перформанс был организован в рамках сотрудничества проекта «Kunsthalle for Music» и фонда V-A-C. Исполнителями перформанса стали сотрудники торгового центра. Музыкальной частью перформанса заведовал композитор Алексей Коханов, уже имевший до этого опыт работы с непрофессиональными исполнителями.
Документация перформанса от 14 сентября 2019 года. На последней фотографии справа сам художник, присутствующий на последнем исполнении перформанса.